# Arctia campestris
Arctia campestris là một loài bướm đêm thuộc phân họ Arctiinae, họ Erebidae.